# Yiwu (Kumul)
Yiwu (en chino, 伊吾县; pinyin, Yīwú xiàn) también conocida por su nombre uigur de Araturuk (en uigur: ئارا تۈرۈك, romanizado: Aratürük, en chino, 阿热吐鲁克; pinyin, Ārètǔlǔk) es un condado bajo la administración directa de la Prefectura Kumul en la Región autónoma de Sinkiang, República Popular China. Su área es de 19 529 km² y su población total para 2010 superó los 24 mil habitantes.

## Administración
Desde octubre de 2020, el condado Yiwu se divide en 7 pueblos que se administran en 3 poblados, 3 villas y 1 villa étnica.